# IEF조직위원회
IEF(사단법인 국제교류연맹, International Exchange Foundation)는 IEF (International e-Culture Festival) 대회를 국제적 행사로 육성하여 청소년간의 문화교류와 이스포츠 산업 발전에 기여를 목적으로 2006년 7월 31일 설립된 대한민국 문화체육관광부 소관의 비영리 사단법인이다.
IEF는 2003년 한국의 노무현 대통령과 중국의 후진타오 주석의 '양국 청소년간의 교류 확대 및 우호 협력 관계 구축에 대한 공동성명'과 2004년 양국 정부 간 '청소년 교류협의'에 기반하여, 한국과 중국 정부의 공식 후원 아래 출범하였으며, 한국의 문화체육관광부, 중국의 공산주의청년단중앙, 문화부, 신식사업부 등 많은 관련 부서의  지지하에 출범하였다.
이를 바탕으로 양국에 'IEF 조직위원회'가 조직.설립되었다.
2014년 1월 양국간 교류의 성과로 정치, 경제, 문화 등 많은 부문에서 IEF를 매개로 교류 확대를 요구받아, IEF조직위원회를 '국제교류연맹'(International Exchange Foundation)으로 명칭을 변경하였으며 사무실은 서울특별시 마포구 마포대로4다길18,(마포동,강변한신코아)에  있다.

## 주요 사업
- IEF(International e-Culture Festival)대회를 매년 한국과 중국을 오가며 개최하고 있으며, 2005년 북경 대회를 시작으로 2023년 19회 대회를 중국 창사시에서 성대하게 개최되었으며  19회 중 3년간의 코로나 상황에도 성대하게 개최되었음.
- IEF참가국간의 정치 경제 문화 청소년 분야의 교류 확대
- 한.중 경제포럼
- 중국 문화부가 공식 후원하는 절강성 이우시에서 개최되는 '중국이우문화산품교역회' 참가 한국관(경기도관) 운영
- 중국 후난성 과의 포괄적 교류,중국 공청단 및 중청망. 중국문화부.